# William Hamilton (duc de Hamilton)
Pour les articles homonymes, voir William Hamilton et Hamilton.
William Douglas-Hamilton, duc de Hamilton, (24 décembre 1634 - 18 avril 1694), également connu sous les noms de Lord William Douglas et de comte de Selkirk, est un noble et un homme politique écossais. Il est le fils aîné de William Douglas, premier marquis de Douglas, et de sa deuxième épouse, Mary Gordon, fille de George Gordon, premier marquis de Huntly (en).
Après avoir épousé Anne Hamilton, troisième duchesse de Hamilton, il est créé duc de Hamilton dans la pairie d'Écosse, ce qui lui permet également d’utiliser les titres subsidiaires de son épouse de son vivant et de prendre le nom de Hamilton pour leurs descendants.

## Jeunesse et mariage
Lord William Douglas est créé comte de Selkirk en 1646, à l'âge de 11 ans. Il soutient la cause royaliste dans les Guerres des Trois Royaumes et reçoit une amende de 1 000 £, en vertu de la Loi du Pardon et Grâce au peuple écossais.
Le 29 avril 1656, il épouse Anne Hamilton, duchesse de Hamilton. Elle appartient à une dynastie résolument royaliste. Oliver Cromwell a confisqué leurs terres après les activités de son père et de son oncle dans les Guerres des Trois Royaumes. Son père, James Hamilton (1er duc d'Hamilton), est exécuté par les Anglais en 1649 à la fin de la deuxième guerre civile anglaise et son oncle, William Hamilton, est décédé après la bataille de Worcester en 1651.

## Restauration
Après la restauration, il est créé duc de Hamilton en 1660 à la demande de son épouse, Anne Hamilton, suo jure duchesse de Hamilton, recevant à vie plusieurs des autres pairies de Hamilton.
Il soutient le duc de Lauderdale au début de sa politique écossaise, dans laquelle il adopte une attitude modérée à l'égard des presbytériens. Cependant, l'influence de la comtesse de Dysart les éloignent rapidement de Londres, selon Gilbert Burnet, qui passe beaucoup de temps à Hamilton Palace pour organiser les archives de la famille Hamilton. Avec d'autres nobles écossais qui résistent aux mesures de Lauderdale, il est convoqué à deux reprises à Londres pour présenter son cas devant le tribunal, mais sans obtenir de résultat.
Il est renvoyé du Conseil privé en 1676 et, lors d'une visite ultérieure à Londres, Charles II refuse de le recevoir. À l'avènement de Jacques II, il reçoit de nombreux honneurs, mais il est l'un des premiers à entrer en communication avec Guillaume III d'Orange.
Il préside la convention d'Édimbourg, convoquée à sa demande, qui offre la couronne écossaise à Guillaume III et à Marie II en mars 1689. Il meurt au palais de Holyrood le 18 avril 1694. Sa femme survit jusqu'au 17 avril 1716.

## Descendance

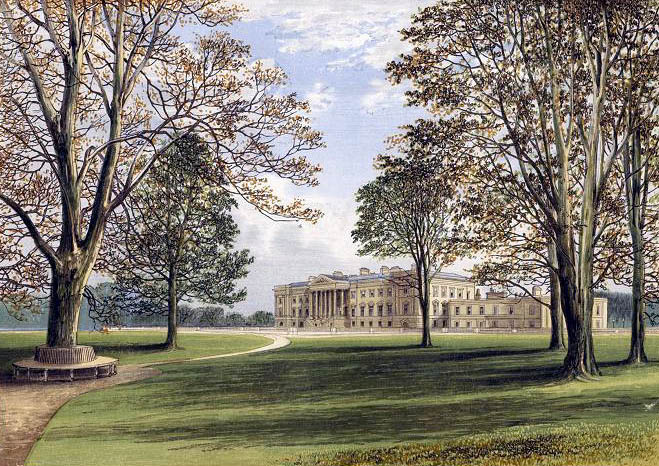
Hamilton Palace

Il a onze enfants avec lui et adopte le patronyme Douglas-Hamilton et les armes Hamilton, et ses enfants portent le patronyme Hamilton.
- Mary Hamilton (30 avril 1657 - juillet 1666), décédée jeune
- James Hamilton, quatrième duc de Hamilton (11 avril 1658 - 15 novembre 1712)
- William Hamilton (14 juillet 1659 - 1681)
- Catherine Hamilton (baptisée le 24 octobre 1662 - 11 janvier 1707), mariée à John Murray, premier duc d’Atholl
- Charles Hamilton (futur Douglas), 2e comte de Selkirk (c. 1662 - c. 1739)
- John Hamilton, 3e comte de Selkirk, 1er comte de Ruglen (c. 1664 – 1744)
- George Hamilton, premier comte d’Orkney (9 février 1666 - 29 janvier 1737)
- Susannah Hamilton (1667 - 7 février 1737) épouse d’une part le comte de Dundonald, d’autre part le marquis de Tweeddale
- Margaret Hamilton (décembre 1668 - 6 décembre 1731) épouse James Maule, quatrième comte de Panmure
- Basil Hamilton (16 décembre 1671 - 27 août 1701), noyé à 30 ans
- Archibald Hamilton (bapt. 17 février 1673 - 5 avril 1754)